# Senlife
Senlife, založený v roce 2020 Lukášem Drástou a Ing. arch. Tomášem Eckschlagerem, se zabývá přestavbou zchátralých památek nebo brownfieldů na moderní domovy pro seniory a domovy se zvláštním režimem.
K roku 2024 Senlife zaměstnával 150 zaměstnanců, o rok později provozoval tři domovy, do roku 2030 by jich mělo být sedmnáct.
Domovy v provozu (k roku 2025):
- Augustiniánský klášter Mělník – domov pro seniory a domov se zvláštním režimem vznikl rekonstrukcí bývalého augustiniánského kláštera v Mělníku, otevřen byl na jaře 2021.[2] Za rekonstrukci objektu, která trvala deset měsíců a celkové náklady dosáhly 80 milionu korun, obdržel Senlife Zvláštní cenu poroty v soutěži Best of Realty[5] a druhé místo v druhé kategorii soutěže Památka roku.[6]
- Zámek Tmaň – domov pro seniory a domov se zvláštním režimem se nachází ve zrekonstruovaných prostorech zámeckého areálu v Tmani. Rekonstrukce v hodnotě 220 milionů korun proběhla v letech 2022–2024.[7]
- Zámek Chodová Planá – domov pro seniory a domov se zvláštním režimem se nachází ve zrekonstruované budově novobarokního zámku v Chodové Plané.[8]